# NGC 6219
NGC 6219 ist eine 14,2 mag helle linsenförmige Galaxie vom Hubble-Typ S0 im Sternbild Herkules, die schätzungsweise 427 Millionen Lichtjahre von der Milchstraße entfernt ist.
Im selben Himmelsareal befindet sich u. a. die Galaxie NGC 6024.
Das Objekt wurde am 10. Juni 1863 von Albert Marth entdeckt.